# Altamira (album)
Pour les articles homonymes, voir Altamira (homonymie).
Albums de Mark Knopfler et Evelyn Glennie
A Shot at Glory
(2001)
L'album Altamira est la bande originale du film éponyme sorti en 2016. C'est la neuvième musique de film composée par le guitariste Mark Knopfler, ici en collaboration avec la percussionniste Evelyn Glennie.

## Liste des pistes
Tous les titres sont composés par Mark Knopfler sauf indication.
| Altamira | Altamira              | Altamira       | Altamira | Altamira | Altamira | Altamira | Altamira | Altamira | Altamira |
| No       | Titre                 | Auteur         | Durée    |          |          |          |          |          |          |
| -------- | --------------------- | -------------- | -------- | -------- | -------- | -------- | -------- | -------- | -------- |
| 1.       | Altamira              |                | 2:59     |          |          |          |          |          |          |
| 2.       | Maria                 |                | 3:33     |          |          |          |          |          |          |
| 3.       | Dream of the Bison    | Evelyn Glennie | 2:52     |          |          |          |          |          |          |
| 4.       | By the Grave          |                | 2:00     |          |          |          |          |          |          |
| 5.       | Onward                |                | 2:01     |          |          |          |          |          |          |
| 6.       | Marcelino's Despair   |                | 2:27     |          |          |          |          |          |          |
| 7.       | Farewell to the Bison | Evelyn Glennie | 2:21     |          |          |          |          |          |          |
| 8.       | This Is Science       |                | 1:59     |          |          |          |          |          |          |
| 9.       | Glory of the Cave     |                | 2:07     |          |          |          |          |          |          |
| 10.      | Farewell to Altamira  |                | 3:34     |          |          |          |          |          |          |
| 25:52    |                       |                |          |          |          |          |          |          |          |

## Musiciens
- Evelyn Glennie : marimba, vibraphone, percussions
- Mark Knopfler : guitare
- Guy Fletcher : harmonium, claviers
- Caroline Dale : violoncelle
- Michael McGoldrick : flûtes
- Christine Pendrill : cor anglais